# Monotes mutetetwa
Monotes mutetetwa är en tvåhjärtbladig växtart som beskrevs av Duvign.. Monotes mutetetwa ingår i släktet Monotes och familjen Dipterocarpaceae. Inga underarter finns listade i Catalogue of Life.